# Velika nagrada Evrope 2004
Velika nagrada Evrope 2004 je bila sedma dirka Svetovnega prvenstva Formule 1 v sezoni 2004. Odvijala se je 30. maja 2004.

## Rezultati

### Kvalifikacije
| Poz | Št | Dirkač               | Konstruktor      | Čas       | Zaostanek |
| --- | -- | -------------------- | ---------------- | --------- | --------- |
| 1   | 1  | Michael Schumacher   | Ferrari          | 1:28,351  | —         |
| 2   | 10 | Takuma Sato          | BAR-Honda        | 1:28,986  | +0,635    |
| 3   | 7  | Jarno Trulli         | Renault          | 1:29,135  | +0,784    |
| 4   | 6  | Kimi Räikkönen       | McLaren-Mercedes | 1:29,137  | +0,786    |
| 5   | 9  | Jenson Button        | BAR-Honda        | 1:29,245  | +0,894    |
| 6   | 8  | Fernando Alonso      | Renault          | 1:29,313  | +0,962    |
| 7   | 2  | Rubens Barrichello   | Ferrari          | 1:29,353  | +1,002    |
| 8   | 3  | Juan Pablo Montoya   | Williams-BMW     | 1:29,354  | +1,003    |
| 9   | 4  | Ralf Schumacher      | Williams-BMW     | 1:29,459  | +1,108    |
| 10  | 17 | Olivier Panis        | Toyota           | 1:29,697  | +1,346    |
| 11  | 16 | Cristiano da Matta   | Toyota           | 1:29,706  | +1,355    |
| 12  | 15 | Christian Klien      | Jaguar-Cosworth  | 1:31,431  | +3,080    |
| 13  | 18 | Nick Heidfeld        | Jordan-Ford      | 1:31,604  | +3,253    |
| 14  | 14 | Mark Webber          | Jaguar-Cosworth  | 1:31,797  | +3,446    |
| 15  | 19 | Giorgio Pantano      | Jordan-Ford      | 1:31,979  | +3,628    |
| 16  | 12 | Felipe Massa         | Sauber-Petronas  | 1:31,982  | +3,631    |
| 17  | 21 | Zsolt Baumgartner    | Minardi-Cosworth | 1:34,398  | +6,047    |
| 18  | 5  | David Coulthard      | McLaren-Mercedes | brez časa | brez časa |
| 19  | 11 | Giancarlo Fisichella | Sauber-Petronas  | brez časa | brez časa |
| 20  | 20 | Gianmaria Bruni      | Minardi-Cosworth | brez časa | brez časa |

### Dirka
| Poz | Št | Dirkač               | Konstruktor      | Krogi | Čas/Odstop  | Št. m. | Toč |
| --- | -- | -------------------- | ---------------- | ----- | ----------- | ------ | --- |
| 1   | 1  | Michael Schumacher   | Ferrari          | 60    | 1:32:35,101 | 1      | 10  |
| 2   | 2  | Rubens Barrichello   | Ferrari          | 60    | + 17,989 s  | 7      | 8   |
| 3   | 9  | Jenson Button        | BAR-Honda        | 60    | + 22,533 s  | 5      | 6   |
| 4   | 7  | Jarno Trulli         | Renault          | 60    | + 53,673 s  | 3      | 5   |
| 5   | 8  | Fernando Alonso      | Renault          | 60    | + 1:00,987  | 6      | 4   |
| 6   | 11 | Giancarlo Fisichella | Sauber-Petronas  | 60    | + 1:13,448  | 19     | 3   |
| 7   | 14 | Mark Webber          | Jaguar-Cosworth  | 60    | + 1:16,206  | 14     | 2   |
| 8   | 3  | Juan Pablo Montoya   | Williams-BMW     | 59    | +1 krog     | 8      | 1   |
| 9   | 12 | Felipe Massa         | Sauber-Petronas  | 59    | +1 krog     | 16     |     |
| 10  | 18 | Nick Heidfeld        | Jordan-Ford      | 59    | +1 krog     | 13     |     |
| 11  | 17 | Olivier Panis        | Toyota           | 59    | +1 krog     | 10     |     |
| 12  | 15 | Christian Klien      | Jaguar-Cosworth  | 59    | +1 krog     | 12     |     |
| 13  | 19 | Giorgio Pantano      | Jordan-Ford      | 58    | +2 kroga    | 15     |     |
| 14  | 20 | Gianmaria Bruni      | Minardi-Cosworth | 57    | +3 krogi    | 20     |     |
| 15  | 21 | Zsolt Baumgartner    | Minardi-Cosworth | 57    | +3 krogi    | 17     |     |
| Ods | 10 | Takuma Sato          | BAR-Honda        | 47    | Motor       | 2      |     |
| Ods | 5  | David Coulthard      | McLaren-Mercedes | 25    | Motor       | 18     |     |
| Ods | 6  | Kimi Räikkönen       | McLaren-Mercedes | 9     | Motor       | 4      |     |
| Ods | 4  | Ralf Schumacher      | Williams-BMW     | 0     | Trčenje     | 9      |     |
| Ods | 16 | Cristiano da Matta   | Toyota           | 0     | Trčenje     | 11     |     |